# St. Martin (Marktoberdorf)

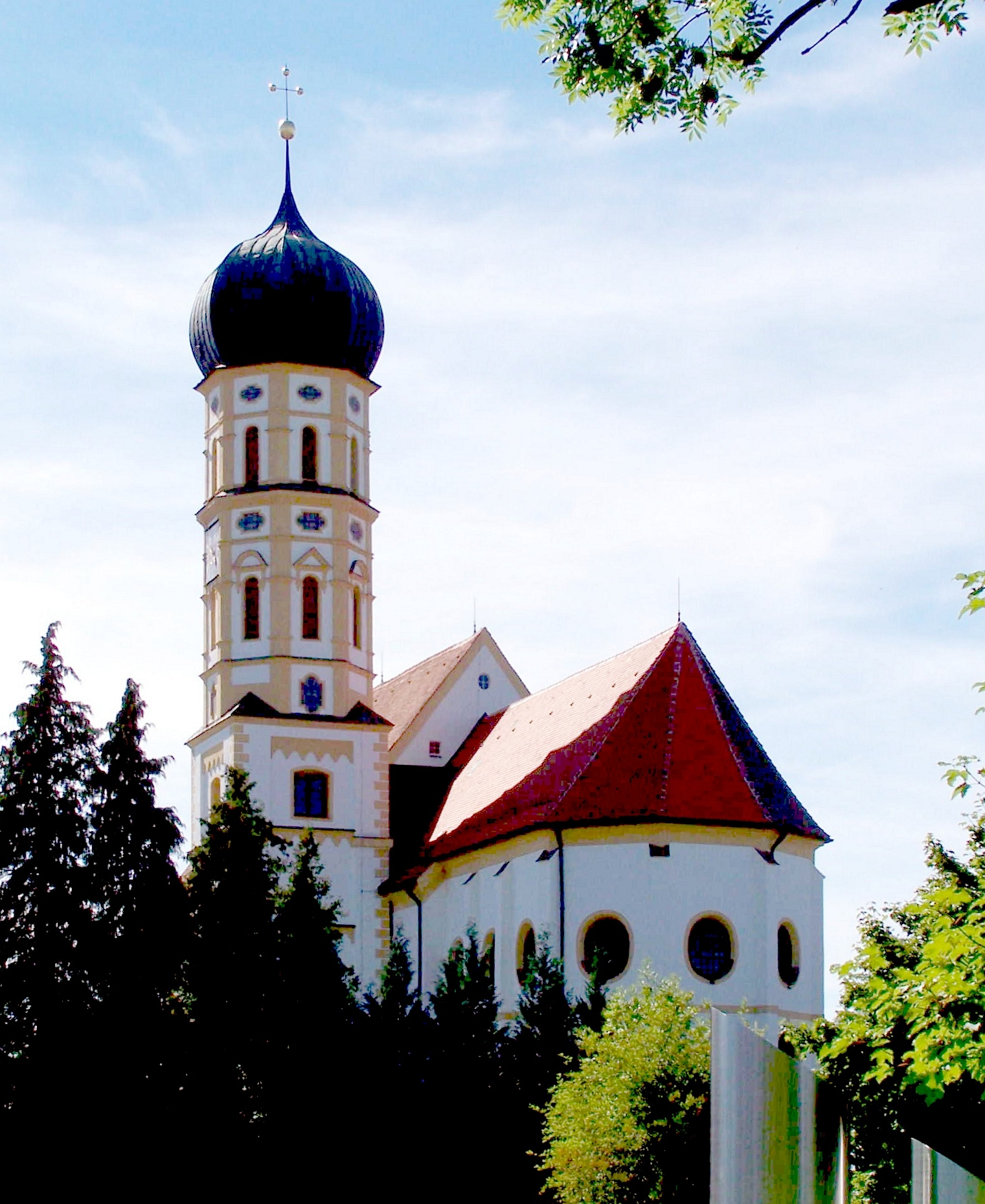
Stadtpfarrkirche St. Martin in Marktoberdorf

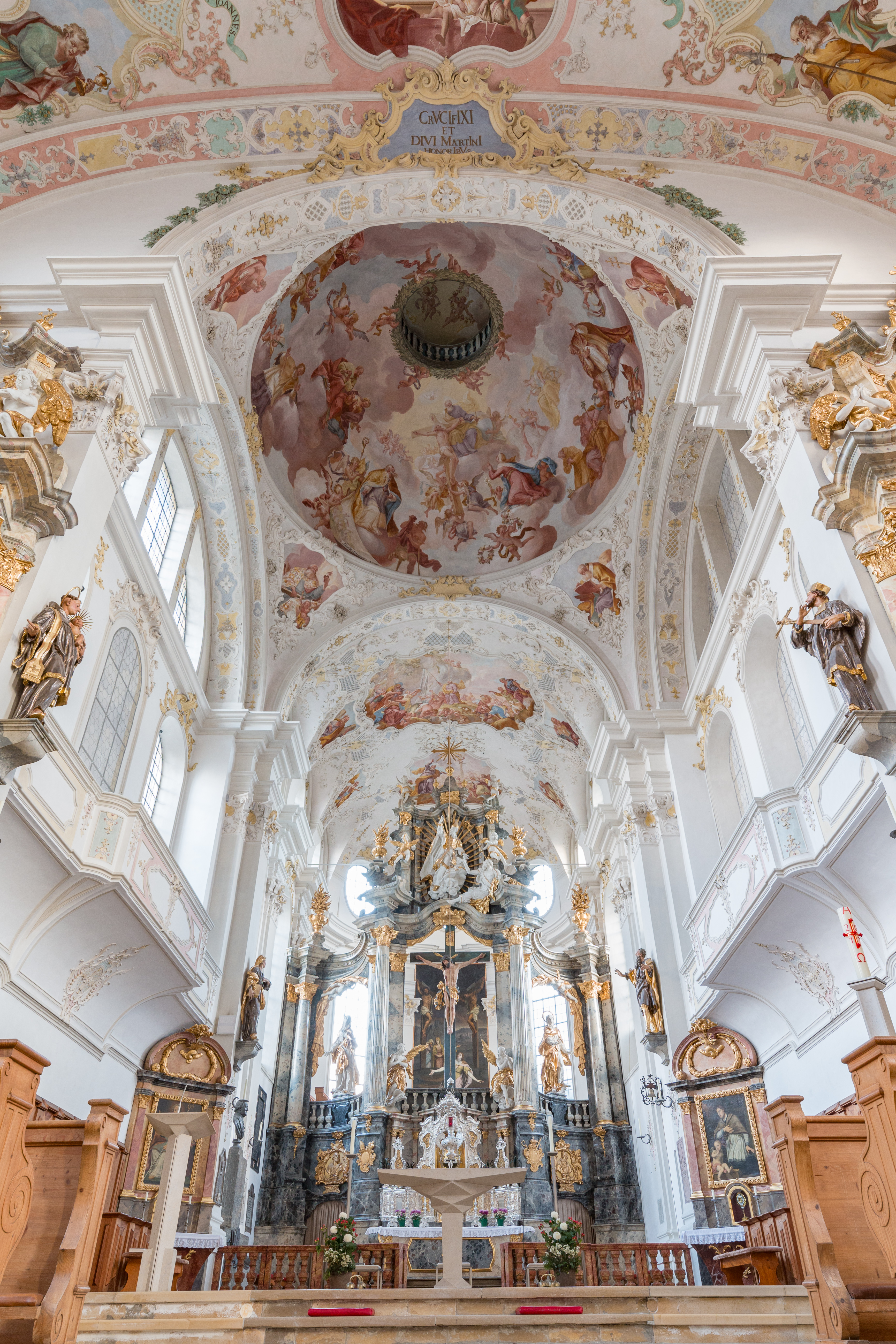
Chorraum mit dem Hochaltar und der Kuppel

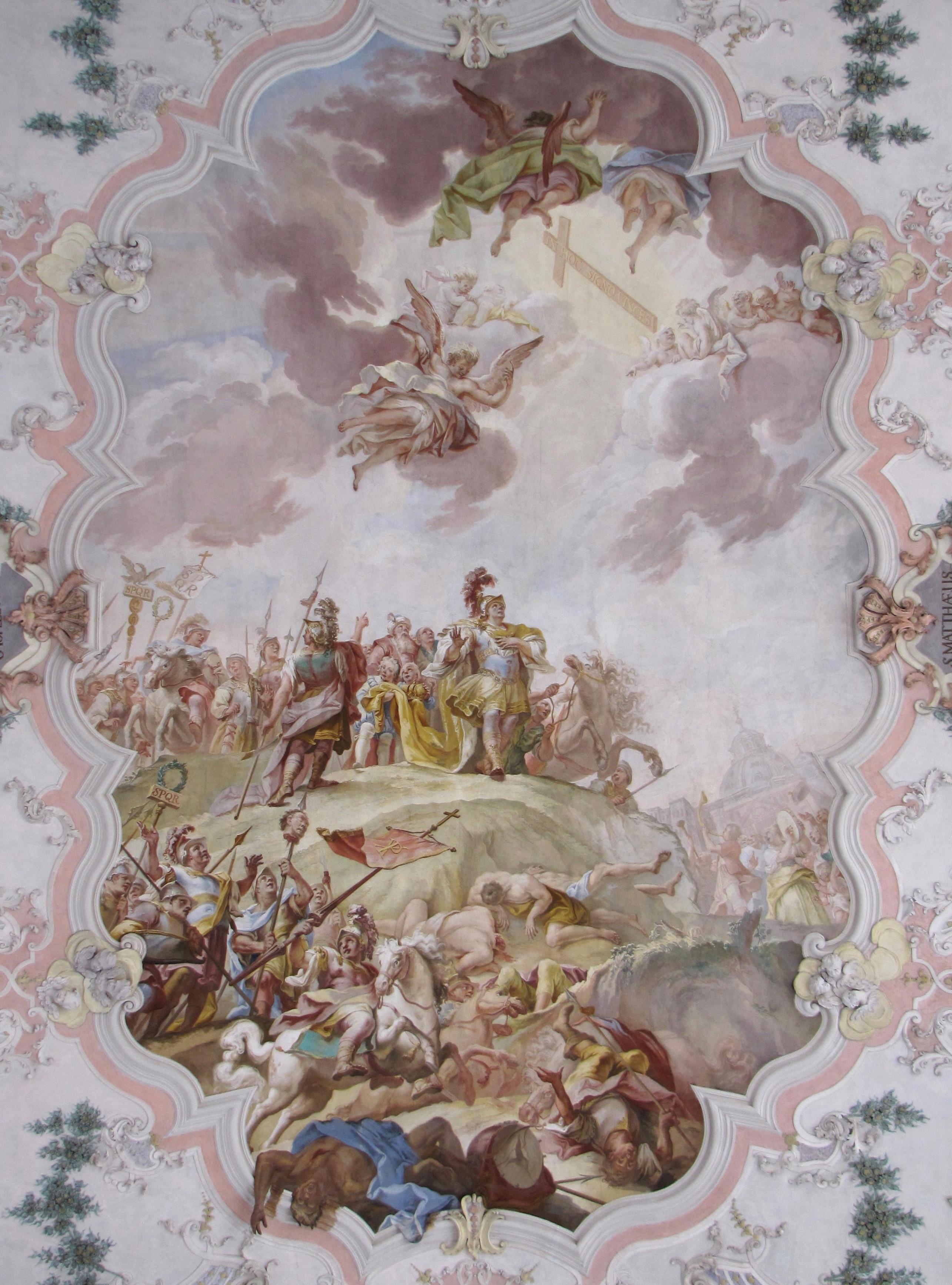
Deckenbild

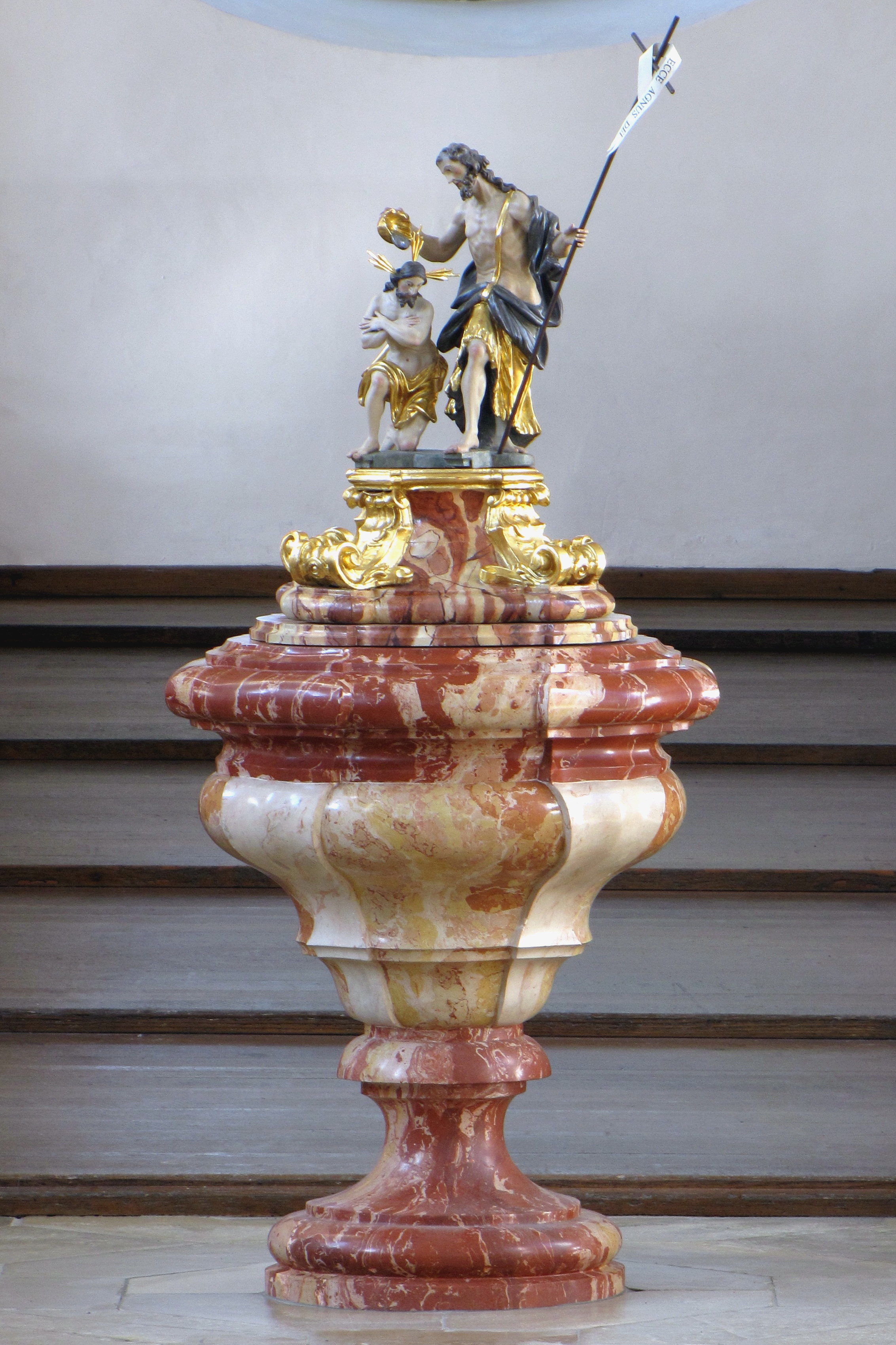
Taufstein

Die Stadtpfarrkirche St. Martin ist eine römisch-katholische Kirche in Marktoberdorf im Landkreis Ostallgäu in Bayern. Der Barockbau steht an herausgehobener Stelle über der Stadt und ist mit seinem hohen, haubenbekrönten Turm weithin sichtbar. Er ist eine der Pfarrkirchen in der Pfarreiengemeinschaft Marktoberdorf im Dekanat Marktoberdorf des Bistums Augsburg.

## Geschichte
Bereits im 8. Jahrhundert stand an dieser Stelle eine Kirche, die als Reichshofkirche des fränkischen Reichshofs Bertoldshofen nahe bei Marktoberdorf gelten kann. Im Mittelalter wurde die Pfarrei St. Martin in Marktoberdorf von der Urpfarrei Altdorf abgezweigt. Als erster Pfarrer wurde zu Beginn des 12. Jahrhunderts ein gewisser Adalgoz genannt. Zur Pfarrei gehörten auch die späteren Pfarreien Wald, Sulzschneid, Leuterschach und Thalhofen.

## Baugeschichte
Um das Jahr 1200 wurde die Kirche im Stil der Romanik neu errichtet und wohl im 15. Jahrhundert erweitert und umgebaut. Am 5. Oktober 1437 weihte der Augsburger Weihbischof Johann Haiterbach drei Altäre: einen Choraltar zur Ehre des Martin von Tours und jeweils einen nördlichen und einen südlichen Altar. Es folgten bis ins 18. Jahrhundert weitere Umbauten.
Unter Pfarrer Joseph Ignaz Klaus (1730–1734) wurde der heutige Kirchenbau begonnen. Dabei blieben der mittelalterliche Turm und der Grundriss des Chorraumes erhalten. Als Baumeister konnte der in Marktoberdorf geborene Johann Georg Fischer gewonnen werden. Baubeginn war im Jahr 1732. Am 28. September 1738 wurde die Kirche vom Augsburger Generalvikar und späteren Weihbischof von Eichstätt Johann Adam Nieberlein geweiht.
Über dem Grab des Kurfürsten Clemens Wenzeslaus von Sachsen wurde 1823 am Ostchor eine Kapelle angebaut.

## Ausstattung
Erst im Jahr 1747 wurde von Joseph Stapf aus Pfronten der Hochaltar errichtet. Er ist als Schranke angelegt, die den ganzen Chorraum gegenüber der dahinterliegenden Sakristei abgrenzt. Der Altaraufbau selbst ist als Bühne gestaltet: In der Mitte ein farbig gefasstes Kreuz, in den beiden seitlichen Durchlässen, weiß gefasst, Maria und Johannes. Im Auszug des Altars der Kirchenpatron, ebenfalls weiß gefasst, Martin von Tours in der Glorie, zu seinen Füßen der Bettler und seitlich zwei Putten mit Martins Attributen: Gans und Krummstab. Auf einer Kartusche über dem Kreuz findet sich ein Chronogramm: Ara / SanCto MartIno / eCCLesIae Patrono / De Vota. Im Hintergrund der Kreuzigungsgruppe befindet sich ein Gemälde von Johann Nepomuk Eberle, das die Kalvarienbergszene vervollständigt.
Älter als der Hochaltar sind die beiden großen Seitenaltäre aus dem Jahr 1735 von Dominikus Bergmüller aus Türkheim. Der nördliche Seitenaltar zeigt im Altarbild eine Darstellung der Rosenkranzkönigin über dem Ort Marktoberdorf. Im Auszug ist der heilige Dominikus zu sehen. Im südlichen Seitenaltar ist die heilige Katharina von Alexandrien und im Auszug der heilige Franz Xaver abgebildet, von dem im unteren Teil ein Fingerreliquiar gezeigt wird. Franz Xaver ist der Patron der Pfarrgemeinde, der Kirchenpatron Martin von Tours dagegen der Patron der Ortschaft. Das Fest von Franz Xaver war in früherer Zeit auch „Halbfeiertag“. Im Wappen der politischen Gemeinde, der Stadt Marktoberdorf, wird das bis heute sichtbar. Dort ist Martin die zentrale Gestalt. Die Altargemälde dieser Seitenaltäre stammen von Johann Georg Wolcker aus Augsburg.
Jünger sind dagegen die beiden Chorseitenaltäre an den Pfeilern des Vorchors. Sie stammen aus dem Jahr 1785 und zeigen in den Bildern im nördlichen Ulrich von Augsburg und im südlichen Johannes Nepomuk.
An den Fresken an der Decke der Kirche arbeiteten zwei Künstler: den Hauptzyklus schuf der Kemptener Maler Franz Georg Hermann. Das Programm bezieht sich auf den Titel der Kirche, das Kreuz. Am Chorbogen findet sich in eine Kartusche das Chronogramm, das Titel und Patron der Kirche benennt: CrVCIfIXI et DIVI MartInI honorIbVs (Zu Ehren des Gekreuzigten und des hl Martin; = 1733). Die Aposteldarstellungen des Langhauses stammen von Balthasar Riepp aus Kempten.

### Stuck
Der Stuck der Stadtpfarrkirche St. Martin steht an der Schwelle zum Rokoko und wurde von Abraham Bader aus Wessobrunn gefertigt.

### Figuren
Besonders erwähnenswert sind die vier Figuren an den Pfeilern des Vorchores von Anton Sturm aus Füssen: Antonius von Padua, Johannes Nepomuk, Joachim und Anna. Außerdem finden sich im Langhaus eine Darstellung des Nikolaus von Myra (um 1700) und gegenüber eine moderne Darstellung des heiligen Magnus von Füssen.

### Orgel
Die Orgel wurde 1940 von den Gebrüder Hindelang erbaut und besitzt 40 Register auf drei Manualen und Pedal. Sie stellt eines der größten erhaltenen Instrumente der Werkstatt dar.

## Renovierungen
Die Stadtpfarrkirche St. Martin wurde in den Jahren 1856–1858 im klassizistischen Stil umgestaltet, wobei hierbei lediglich der farbige Stuck weiß übermalt wurde. 1936/37 wurde der Zustand der Erbauungszeit wiederhergestellt. In den Jahren 2004–2008 wurde eine Außen- und Innenrenovierung durchgeführt, die im September 2008 abgeschlossen wurde. Der Bildhauer Joachim Kraus gestaltete einen Volksaltar, Ambo und Osterleuchter.